# Еланецкая паланка
Еланецкая паланка — административно-территориальная единица Войска Запорожского Низового в 18 веке к востоку от Кальмиус в окрестностях впадения рек Сухой и Мокрый Еланчик и Миус в Азовское море.
В состав паланки входили земли от этой реки на западе до реки Еи на юго-востоке (ныне Краснодарский край), вдоль морского побережья до новой границы с Турцией. На территории Еланецкой паланки находились и руины Азова и Таганрога, которые по условиям мира с турками вошли в состав России, но восстанавливать их было запрещено.
Согласно Сенатским указом 1746 границу между запорожцами и донскими казаками устанавливался по р. Кальмиус (в пределах современной Донецкой области, там где Мариуполь). Таким образом Еланецкая паланка ликвидировалась, её земли отдавались донским казакам, вместе с остатками Азова и Таганрога, которые через несколько десятилетий были восстановлены и переданы российской военной администрации. Так Донское казачье войско за счет запорожцев получило выход к Азовскому морю. В последние дни существования полковниками Еланецкой паланки были Павел Таран (1743), Осип Баран (1744) и Леонтий Таран (1746).